# 王一驥
王一驥，字念石，山東蓬萊人。清初政治人物。

## 生平
明崇禎十五年（1642年）舉壬午科山東鄉試。清順治三年（1646年）中式丙戌科二甲第五十四名進士。選庶吉士，散館授弘文院編修。官至江南鳳宿道副使。